# Polilla Asesina
La Polilla Asesina (Killer Moth en Inglés) es un personaje ficticio de DC Comics. Apareció por primera vez en Batman #63 publicado en 1951. Polilla Asesina originalmente llevaba un traje llamativo con spandex con rayas moradas y verdes, una capa de color naranja y una máscara de polilla.
Polilla Asesina no debe ser confundido con otro villano de Batman, Luciérnaga, que ha usado un traje similar.

## Biografías del personaje ficticio

### Cameron van Cleer
La original Polilla Asesina era un prisionero identificado solo por su número de prisión, 234026. Mientras estaba en prisión, lee un artículo periodístico sobre Batman y decide erigirse como el "anti-Batman", donde presta sus servicios los criminales de Gotham City para ayudarlos a eludir su captura por la policía. Tras su liberación, él utiliza los ingresos ocultos de sus crímenes para construir una "Polillacueva", inspirado en las fotografías de la Batcueva en el artículo del periódico que leía.
Polilla Asesina establece también una identidad falsa, como el  filántropo millonario Cameron van Cleer. En este modo, él se hace amigo de Bruce Wayne. Mientras tanto, se promueve a los criminales de Gotham con su identidad como Polilla Asesina, dándoles a cada uno una Polilla-señal infrarroja. En su primer trabajo, rescata a algunos criminales de la policía y luego usa su Polillamóvil para derrotar y capturar a Batman y Robin. El dúo escapa y llevan a la Polilla Asesina a una batalla decisiva en el puente de Gotham, la cual termina cuando el villano se sumerge 1000 metros en el río y desaparece.
En su segunda aparición (Detective Comics #173 julio de 1951) Polilla Asesina secuestra a Bruce Wayne y descubre su identidad secreta. Sin embargo, él es asesinado por otros delincuentes y la lesión craneal resultante le causa amnesia. Él sigue siendo un enemigo persistente que aparece a través de la Edad de Plata de los comic-books. Frecuentemente es recordado como el primer criminal que Batgirl se encuentra en Detective Comics #359.

### Drury Walker
En la década de 1990, en la post-Crisis, la verdadera identidad de Polilla Asesina es revelada como Drury Walker, un criminal sin éxito que nadie toma en serio. De nuevo adopta la identidad falsa de Cameron van Cleer y el personaje de la Polilla Asesina para luchar contra Batman. Esta versión aparece por primera vez en Batman: Shadow of the Bat #7 (diciembre de 1992), con un origen más detallado que aparece en Batgirl: Year One.
En Shadow of the Bat, Polilla Asesina crea un equipo llamado "The Misfits", que comprende la segunda cadena de villanos a Batman, como Catman y el Hombre Calendario, para hacer otro intento de secuestrar a Bruce Wayne, así como otros ciudadanos prominentes. Este equipo prueba sin éxito, volviéndose contra la Polilla cuando se dan cuenta de que él planea matar a los rehenes.
Él es uno de los villanos que vende sus almas al demonio Neron en Underworld Unleashed, donde él pide que sea temido. Es transformado en un monstruo parecido a una mariposa llamado Charaxes. Como Charaxes, Walker se asemeja vagamente a una polilla humanoide gigante marrón. Él consume humanos y gira capullos en el cual atrapa a su presa.
En una historia posterior, Charaxes comienza a poner cientos de huevos, que eclosionan en los duplicados de Drury Walker. Charaxes desprecia a su progenie, pero no es capaz de destruirlos. Después de su captura, estos duplicados son tomados en custodia por el gobierno. Durante una discusión entre los distintos organismos en cuanto a qué se debe hacer con ellos, atacan a un científico y son asesinados.
En alrededor del mismo tiempo, Oráculo se enfrenta a un criminal llamado Danko Twag que dice ser el "verdadero" Polilla Asesina (el que había derrotado), y que Drury Walker había sido un impostor. Durante una diatriba en la que afirma que van a ser un equipo, ella lo captura en una celda de energía y él aparentemente se desintegra a sí mismo.
En Crisis Infinita, Charaxes es rasgado por la mitad por Superboy-Prime durante la Batalla de Metrópolis, y asesinado.
A fin de garantizar la existencia de Batman, Rip Hunter les dice a Booster Gold y Skeets que tienen que asegurarse de que Wiley Dalbert, un criminal que viaja en el tiempo que contrató a la Polilla Asesina, completó con éxito su crimen. Booster hace esto al vestirse como Polilla Asesina y tomar su lugar. Durante el robo él termina en una pelea con Batman y Robin y lleva a ambos al suelo. Un efecto secundario es cuando regresan al presente en el que aún Gotham no tiene a Batman y Polilla Asesina es ahora una amenaza sería, gracias a la "credibilidad" del ladrón. Booster, Skeets y su hermana Michelle Carter intentan solucionar la anomalía creada por ellos que toman el lugar de Batman en el robo, pero las cosas van mal cuando Alfred interviene; Los Maestros del Tiempo habían huido en el Batmóvil. En su lugar, roban el traje de Batgirl y compran un disfraz de Elvis para Booster. Booster detiene la versión de él vestido como Polilla Asesina y se asegura de que Wiley escape con el botín, restaurando la línea de tiempo.
Durante Linterna Verde: La noche más oscura, Charaxes es reanimado como un miembro de los Black Lantern Corps. Superboy-Prime destruyó a Charaxes en la Tierra Prime, utilizando el anillo negro circulando a través del conjunto de energía que resulta en una explosión de energía de color que destruye a los Linternas Negras.

### Henry Winsthing
Un nuevo Polilla Asesina aparece en Batman #652, durante Face the Face en donde él muestra competencia en el combate cuerpo a cuerpo y la capacidad de vuelo cuando se enfrenta a Robin. Más tarde aparece trabajando junto a sus compañeros criminales de Gotham Luciérnaga y Lock-Up en Gotham Underground. La identidad y los orígenes de esta nueva Polilla Asesina permanecen sin revelar.
Varios villanos vestidos con trajes de la Polilla Asesina aparecen en Seis Secretos v3 #7. Al menos uno de ellos es asesinado por Deadshot.
Polilla Asesina recientemente apareció en el primer número de la miniserie Justice League: Cry for Justice. Fue contratado por Prometheus para secuestrar y torturar a Mike Dante, ex-asistente de Atom aliado del Profesor Hyatt. Los dos titulares actuales de la identidad de Atom, Ray Palmer y Ryan Choi, persiguieron a Polilla Asesina y sus secuaces hasta un escondite en Albuquerque, Nuevo México y los derrotaron a todos. Ray Palmer luego torturó a Polilla Asesina al entrar en su cabeza a través de las vías nasales y creciendo dentro de su cráneo. Polilla Asesina inmediatamente renunció a Prometheus como su patrón.
En Red Robin #9, Robin Rojo vuelve a Gotham City, donde se encuentra con Polilla Asesina (traje clásico) con un hombre a punta de pistola. Robin Rojo piensa hacia sí mismo "Creo que este es Polilla Asesina. Su traje y su portador cambian siempre, pero en realidad nunca se sabe". Esta Polilla Asesina parece tener miedo y en la carrera, diciendo "¿Estás con él? ¿Estás con Atom? ¡No voy a dejar que tú también me tortures!", una referencia a Justice League: Cry for Justice.

## Poderes y habilidades
En su encarnación original, Polilla Asesina no tiene habilidades sobrehumanas; se apoya en la amplia gama de equipos que ha desarrollado. La gama de artilugios de Polilla Asesina incluye una móvil polilla, una señal polilla, y una línea de acero, lo que le permite saltar por los cielos. Él lleva un arma capullo que dispara un chorro de hilos pegajosos que pueden envolver totalmente a una víctima. El arma también puede despedir una granada.
Como Charaxes, él tiene fuerza sobrehumana, agilidad y resistencia, un exoesqueleto que le da cierta protección frente a ataques físicos y de energía, un par de alas que le permiten volar, garras afiladas, y antenas fuertes y prensiles. Charaxes segrega una sustancia pegajosa ácida que puede atrapar los hombres más fuertes y disolver sus cuerpos.

## En otros medios

### Televisión
- Un breve episodio de la serie de televisión de acción en vivo de 1960 de Batman que estrenó Batgirl apareciendo Polilla Asesina como el villano (interpretado por Tim Herbert), pero nunca se emitió. Se ha distribuido a través de discos piratas en Internet o en las convenciones. Sin embargo, en la introducción simultánea de cómics del personaje (Detective Comics #359, enero de 1967), "El Debut Millonario de Batgirl", Polilla Asesina es el primer y principal adversario de Batgirl después de que él la lleva a creer que mató a Bruce Wayne. Batgirl más tarde se entera de que Wayne no ha muerto, después de enfrentar a Batman y a Robin.[8]

- Cuando se le preguntó acerca de la inclusión de Killer Moth en Las nuevas aventuras de Batman, el productor Bruce Timm expresó poco interés y bromeó diciendo que la única forma en que lo usarían sería si podían elegir al actor canadiense Dan Aykroyd para el papel y hacer que grite: "Soy un ¡bicho!". El productor Alan Burnett, por otro lado, declaró: "Todavía no hemos pensado en una buena historia para él". En última instancia, Polilla Asesina nunca apareció en la serie.[9]

- Polilla Asesina aparece en los Jóvenes Titanes, con la voz de Thomas Haden Church y más tarde de Marc Worden. Esta versión posee experiencia en bioingeniería, experiencia en lepidopterología y una hija mimada llamada Kitten (con la voz de Tara Strong). En el episodio "Cita con el Destino", intenta usar polillas mutantes para apoderarse de Jump City. Sin embargo, ante la insistencia de Kitten, cuyo novio Fang (con la voz de Will Friedle) rompió recientemente con ella, Killer Moth obliga a Robin a llevar a Kitten a su baile de graduación. Con la ayuda de Starfire, Robin, rompe el dispositivo de control de polillas y Polilla Asesina, Fang y Kitten son arrestados posteriormente, mientras que Chico Bestia adopta en secreto una de las larvas mutantes de Polilla Asesina y la llama Silkie. En el episodio "¿Puedo quedarme con él?", Silkie se une a Starfire y resiste los intentos de Polilla Asesina de controlarlo. A partir de los episodios "Llamando a todos los titanes" y "Titanes juntos", Polilla Asesina y Kitten se unieron a la Hermandad del Mal para atacar a los jóvenes héroes de todo el mundo, pero los Jóvenes Titanes expandidos se reagrupan y finalmente derrotan a la Hermandad.

- Polilla Asesina aparece en The Batman con la voz de Jeff Bennett.  Esta versión es un individuo físicamente débil basado en la encarnación de Drury Walker con una personalidad tímida y poca capacidad de combate. En el episodio "Team Penguin", Polilla Asesina se une al equipo homónimo del Pingüino, pero sirve como chico de los recados hasta que se expone a vapores químicos y polillas radioactivas que lo transforman en una forma monstruosa al estilo Charaxes apodado "Mothy". Él intimida a los otros miembros del Equipo Pingüino para que obedezcan a su líder antes de ser derrotados por Batman, Robin y Batgirl. Polilla Asesina también hace un cameo en el episodio "Rumors" como prisionero del justiciero Rumor.

- Polilla Asesina aparece en Batman: The Brave and the Bold con la voz de Corey Burton. Esta versión se basa en la encarnación de Drury Walker y una vez usó el alias de Cameron van Cleer.

- Polilla Asesina apareció en Teen Titans Go!. Esta versión tiene una base debajo del Puente Jump City.

- Una variación de Polilla Asesina aparece en el episodio de la serie animada de DC Super Hero Girls, "#BreakingNews". Esta versión es una criatura mutante gigantesca.

### Videojuegos
- Polilla Asesina aparece al final de la primera etapa del juego de Batman para Nintendo Entertainment System, con un traje de vuelo de insectos, como una armadura. Polilla Asesina también aparece como un jefe en el videojuego de Nintendo Batman: Return of the Joker.

- Polilla Asesina (identificado como Drury Walker) aparece como un personaje jugable en Lego Batman: El Videojuego con sus efectos de sonido proporcionados por Steven Blum.[10] Ayuda al plan del Joker al intoxicar Gotham City con su gas de la risa. Al igual que su homónimo, en el juego Polilla Asesina se siente atraído por las luces brillantes, incluso varias veces tratando de tocar una lámpara, mientras está en el escondite del Joker con los demás, pero el Espantapájaros lo detiene (al golpearlo en la nuca). Él usa una pistola como arma. También tiene la habilidad de planear con sus alas. En la versión de Nintendo DS, Polilla Asesina es un personaje desbloqueable. Su forma original es desbloqueable a través del minijuego "Caza del Villano", mientras que su forma alternativa (la basada en la serie de televisión Los Jóvenes Titanes) puede ser comprada a medida que avanzas en el juego.

- Polilla Asesina es referenciado en Batman: Arkham Asylum donde el esqueleto de su víctima puede ser vista colgando de un capullo gigante en los jardines botánicos. Escaneando uno de los esqueletos en el modo detective desbloquea su biografía, que revela que su nombre es Drury Walker, es humano, y que ha utilizado el nombre de Cameron von Cleer como un alias en sus crímenes.[11]